# Welchness
Welchness är en udde i Antarktis. Den ligger i Västantarktis. Argentina, Chile och Storbritannien gör anspråk på området.
Terrängen inåt land är platt österut, men åt nordväst är den kuperad. Havet är nära Welchness västerut. Trakten är obefolkad. Det finns inga samhällen i närheten.